# Zachary Richard
Ralph Zachary Richard, connu sous le nom de Zachary Richard, né le 8 septembre 1950 à Scott en Louisiane, est un auteur-compositeur-interprète, chanteur, guitariste, accordéoniste, multi-instrumentiste et poète américain de musique acadienne et de zydeco.

## Biographie
Zachary Richard subit très tôt les influences de deux cultures. D’abord, il y a la culture populaire américaine : la télévision, la radio et l’école. Puis, il y a la culture cadienne de sa famille ; ses grands-parents étaient de la dernière génération unilingue francophone de la Louisiane.

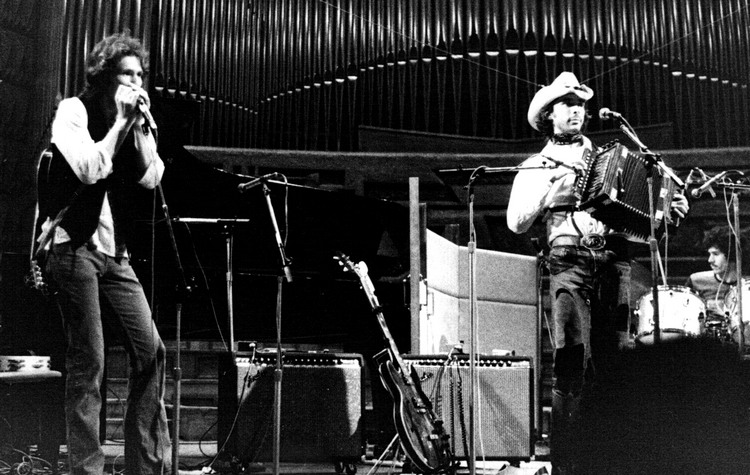
Zachary Richard et le Bayou des mystères à Paris en 1976.

Diplômé en histoire de l'université Tulane de La Nouvelle-Orléans, summa cum laude en 1972, Zachary Richard part s’installer à New York pour y poursuivre une carrière de compositeur interprète. Au début des années 1970, il est le premier à interpréter la musique traditionnelle cadienne (ou cajun) à la manière contemporaine, mélangeant la musique de ses grands-parents à celle de sa génération. À l'époque, il n'y a pas encore de public en Louisiane pour ce nouveau genre, et il se voit obligé de poursuivre sa carrière au Québec et en France. 
En 1974, lors d'un séjour au Québec, il se lie d'amitié avec ses « cousins du nord ». Il participe aux Veillées d'automne regroupant essentiellement des musiciens du Québec, d'Acadie, de Bretagne et de Louisiane… dont témoignent le film et le double microsillon La Veillée des veillées,.
En 1976, il s'installe à Montréal, où il réalise sept albums, dont deux seront certifiés « or »[réf. nécessaire].
En 1977, il parle de ses origines comme musicien cajun lors d'une entrevue à la CBC.
En 1986, Zachary Richard retourne à sa Louisiane natale et poursuit une carrière de langue anglaise. Quatre albums de langue anglaise et maintes tournées lui obtiennent un public international.
Zachary Richard chante Réveille au premier Congrès mondial acadien à Shédiac, en 1994, une prestation considérée comme l'un des moments marquants de la chanson francophone en Amérique du Nord. Après un voyage en Acadie en 1995, il compose de nouveau en français, ce qui donne lieu à l'album Cap Enragé.
Zachary Richard est un francophone militant. Il est membre fondateur d'Action Cadienne, organisme voué à la protection et la promotion de la culture cadienne et de la langue française de Louisiane. Il participe comme producteur, narrateur et compositeur au documentaire télévisé Against the Tide, qui porte sur l’histoire du peuple cadien de la Louisiane. Ce film reçoit le prix du meilleur documentaire historique décerné par la National Educational Television Association (NETA) en l’an 2000. La version française, Contre vents, contre marées, reçoit le prix Historia décerné par l’Institut d’histoire de l’Amérique française en 2003.
En plus de mener sa carrière d’auteur-compositeur-interprète, Zachary Richard prend part à plusieurs projets de films. En 2003, il est narrateur et compositeur de la musique de Migrations, l’histoire de la migration aviaire en Amérique du Nord. En 2007, ce film reçoit le Lirou d’Or (premier prix) du Festival international d’ornithologie de Menigoute, en France. Il est aussi narrateur et compositeur pour les vingt-quatre épisodes de Cœurs batailleurs, série qui traite de l'identité acadienne à travers la diaspora. En 2007, il est narrateur et directeur musical de Kouchibouguac, l’histoire de Jackie Vautour et des expropriés, un film qui traite des événements qui ont bouleversé l’Acadie autour la création du parc national de Kouchibouguac, au Canada.
En 1980, Zachary Richard publie son premier recueil de poésie française, Voyage de nuit, chez Louise Courteau (Montréal). En août 1997, il publie Faire récolte aux éditions Perce-Neige (Moncton). Ce recueil reçoit le prix littéraire Champlain en 1998, décerné par le Conseil de la vie française en Amérique. En 2001, il publie son troisième recueil, Feu, aux Éditions des Intouchables (Montréal), qui reçoit le Prix Roland Gasparic à Bucarest en Roumanie. Un conte, Conte cajun, l'histoire de Télésphore et 'tit Edvard, est publié aux Intouchables en 2000. Une suite, Télésphore et 'Tit Edvard dans le Grand Nord, est publiée en 2007. 
Après les ouragans qui ont durement frappé la Louisiane en 2005, Zachary Richard se consacre aux collectes de fonds pour venir en aide aux victimes du sinistre. Avec Francis Cabrel, il crée la fondation SOS Musiciens et gère les activités de la fondation Solidarité Acadie-Louisiane.
En plus de son engagement envers la culture française en Amérique, Zachary Richard est un écologiste militant qui se consacre à la défense de l’environnement naturel. Il habite avec son épouse dans le sud de la Louisiane.
Il est victime d'un accident vasculaire cérébral le 17 octobre 2010. Il s'en sort sans séquelles graves, mais doit annuler ses activités jusqu'à la fin de l'année.
Son 20e album sort le 9 octobre 2012. Le single Lolly Lo, issu de ce disque, a été publié en juin.
En 2013, il sort un nouvel album, écrit avec son petit-fils Émile, intitulé J'aime la vie.
En 2022, sort Danser le ciel, un album où Zachary Richard revisite plusieurs de ses chansons, arrangées pour un orchestre de chambre par Boris Petrowski. L'album contient aussi deux chansons inédites.
En 2023, Richard publie son premier roman, intitulé Les Rafales du carême. L'histoire se déroule à Scott, le village natal de Richard, après la guerre de Sécession.

## Discographie
- 1976 - Bayou des mystères
- 1977 :
  - Mardi Gras
  - Migration
- 1979 - Allons danser
- 1980 - Live in Montréal
- 1981 - Vent d'été
- 1984 - Zack Attack (10 chansons sur un 33 T commercialisé en 2 versions : 1 en américain et 1 en français)
- 1988 :
  - Zack's Bon Ton
  - Vent d'été
- 1989 - Mardi Gras Mambo
- 1990 - Women in the Room
- 1992 - Snake Bite Love

### EP
- 2010 : Le Grand Gosier ; On retrouve sur ce Extended Play de 4 chansons, une vingtaine de choristes, dont Pierre Flynn, Paul Piché, Florent Vollant, Florence K, Daniel Boucher, Luc De Larochellière, Marc Hervieux, etc.

### Compilations
- 1986 - Looking Back (compilation avec 4 titres inédits)
- 1999 : Travailler c'est trop dur : Anthologie 1976-1999 (double CD avec 3 inédits en public)
- 2000 - Silver Jubilee: The Best of Zachary Richard 1978-1998
- 2004 - High Time - The Elektra Recordings (1973-74)

## Publications
- 1980 - Voyage de nuit : cahier de poésie, 1975-79 (Les Intouchables, Montréal)
- 1997 - Faire récolte (avec CD audio de ses poèmes, Perce-Neige, Moncton). Préface de Barry Jean Ancelet
- 1999 - Conte Cajun, l'Histoire de Télésphore et 'Tit Edvard (Les Intouchables, Montréal). Illustrations de Sarah Lattès
- 2001 - Feu (Les Intouchables, Montréal)
- 2007 - L'Histoire de Télésphore et 'Tit Edvard dans le Nord (Les Intouchables, Montréal). Illustrations de Sarah Lattès
- 2019 - Zuma 9 (Écrits des Forges, Trois-Rivières)
- 2023 - Les Rafales du carême, Montréal, Libre Expression, 23 octobre 2023, 392 p. (ISBN 9782764815878).

## Lauréats et nominations

### Prix Félix
| Année | Catégorie                                                     | Pour                          | Résultat   |
| ----- | ------------------------------------------------------------- | ----------------------------- | ---------- |
| 1979  | chanson de l'année                                            | L'Arbre est dans ses feuilles | nomination |
| 1979  | disque de l'année / auteur-compositeur-interprète             | Migration                     | nomination |
| 1979  | microsillon de l'année                                        | Migration                     | nomination |
| 1981  | microsillon de l'année /folklore et traditionnel              | Live in Montréal              | nomination |
| 1996  | artiste de la francophonie s'étant le plus illustré au Québec | Zachary Richard               | nomination |
| 1997  | artiste de la francophonie s'étant le plus illustré au Québec | Zachary Richard               | lauréat    |
| 1998  | artiste de la francophonie s'étant le plus illustré au Québec | Zachary Richard               | lauréat    |
| 1999  | artiste de la francophonie s'étant le plus illustré au Québec | Zachary Richard               | lauréat    |
| 2001  | artiste de la francophonie s'étant le plus illustré au Québec | Zachary Richard               | lauréat    |
| 2007  | artiste de la francophonie s'étant le plus illustré au Québec | Zachary Richard               | lauréat    |
| 2008  | artiste de la francophonie s'étant le plus illustré au Québec | Zachary Richard               | nomination |
| 2013  | artiste de la francophonie s'étant le plus illustré au Québec | Zachary Richard               | lauréat    |
| 2014  | artiste de la francophonie s'étant le plus illustré au Québec | Zachary Richard               | nomination |

### Prix Grammys
| Année | Catégorie                            | Pour   | Résultat   |
| ----- | ------------------------------------ | ------ | ---------- |
| 2013  | meilleur album traditionnel régional | Le Fou | nomination |

### Prix Méritas
| Année | Catégorie    | Pour            | Résultat |
| ----- | ------------ | --------------- | -------- |
| 2000  | Prix Méritas | Zachary Richard | lauréat  |

### Autres
- 1980 : Prix de la jeune chanson française (France)
- 1998 : Prix Littéraire Champlain, Conseil de la vie française en Amérique (Canada)
- 2002 : Prix Historia, l'Institut d'histoire de l'Amérique française (Canada)

#### Décorations
- 1997 : Officier de l'Ordre des Arts et des Lettres (France)
- 1998 : Membre de l'Ordre des francophones d'Amérique (Canada)[24]
- 2007 : Chevalier de l'Ordre de la Pléiade (Organisation internationale de la francophonie)
- 2009 : Membre honoraire de l'Ordre du Canada (Canada)[4]
- 2010 : Membre honoraire du Regroupement QuébecOiseaux (Canada)

#### Doctorats honoris causa
- 2005 : Docteur honoris causa en musique de l'Université de Moncton (Canada)
- 2008 : Docteur honoris causa en beaux-arts de l'Université de Louisiane à Lafayette (États-Unis)
- 2009 : Docteur honoris causa en littérature de l'Université Sainte-Anne (Canada)

#### Certifications
- 1er septembre 1978 : Disque d'Or pour L'arbre est dans ses feuilles, Music Canada (Canada)[25]
- 1er janvier 1980 : Disque d'Or pour Migration, Music Canada (Canada)
- 4 juillet 2001 : Disque Double Platine pour Cap enragé, Music Canada (Canada)
- 4 juillet 2001 : Disque d'Or pour Cœur Fidèle, Music Canada (Canada)